# Putzleinsdorf
Putzleinsdorf är en ort och kommun i Österrike. Den ligger i distriktet Rohrbach i förbundslandet Oberösterreich, 190 kilometer väster om huvudstaden Wien. 
Kommunen består av 30 orter (Ortschaften) (inom parentes invånarantal 1 januari 2024):

- Berg bei Mairing (28)
- Daglesbach (19)
- Ebrasdorf (23)
- Egnersdorf (20)
- Glotzing (46)
- Haag (19)
- Harrau (45)
- Hochetting (10)
- Kaindlsdorf (17)
- Kleinobernberg (6)
- Kleinstifting (17)
- Krien (84)
- Kronewittet (133)
- Mairing (8)
- Mayrhof (20)
- Moos (8)
- Männersdorf (75)
- Neundling (13)
- Obernberg (34)
- Ollerndorf (30)
- Pernersdorf (82)
- Putzleinsdorf (686)
- Schrattendoppel (19)
- Spielleiten (8)
- Starnberg (9)
- Starz (6)
- Steining (28)
- Steinstraß (23)
- Streinesberg (0)
- Vernatzgersdorf (26)